# Styrelsen for Arbejdsmarked og Rekruttering
Styrelsen for Arbejdsmarked og Rekruttering (STAR) (engelsk: Danish Agency for Labour Market and Recruitment) er en dansk styrelse, der hører under Beskæftigelsesministeriet.
Styrelsen blev dannet 1. januar 2014 ved en fusion af Arbejdsmarkedsstyrelsen og Styrelsen for Fastholdelse og Rekruttering. 
Styrelsen for Arbejdsmarked og Rekruttering (STAR) arbejder for det overordnede mål: flest mulig er i job til gavn for den enkelte, virksomhederne og Danmark.
Styrelsen  har adresser i Aalborg, Brønderslev, København og Odense.

## Ansvarsområder
STAR arbejder med politikforberedelse, lovarbejde, implementering, viden og digitalisering i forhold til det danske arbejdsmarked.
STAR hjælper med at få beskæftigelsespolitikken ud i praksis ved at arbejde tæt sammen med blandt andet kommunerne, a-kasserne og arbejdsmarkedets parter. STAR hjælper også Folketing og regering med at forberede aftaler, reformer og regler på arbejdsmarkeds- og ydelsesområdet. Samtidigt styrker styrelsen også grundlaget for beslutninger hos ministeren og Folketinget. Styrelsen sikrer også, at alle løbende kan følge udviklingen på arbejdsmarkedet gennem statistikbanken Jobindsats og gennem at offentliggøre den månedlige ledighedsindikator samt sæsonkorrigerede ledighedstal.
Styrelsen driver en række værktøjer, der understøtter arbejdsmarkedet. Det drejer sig blandt andet om Jobnet , hvor man kan tilmelde sig som ledig og se ledige job. Det Fælles Datagrundlag DFDG, som gør at borgere kan se oplysninger om sig selv og at all it-systemer på beskæftigelsesområdet taler sammen, samt Jobnet for Arbejdsgivere, hvor virksomheder kan få hjælp til at finde arbejdskraft.

## Overblik
Styrelsen for Arbejdsmarked og Rekruttering (STAR)
Etableret: 1. januar 2014
Foregående: Arbejdsmarkedsstyrelsen, Styrelsen for Fastholdelse og Rekruttering, Arbejdsdirektoratet.
Overordnet myndighed: Beskæftigelsesministeriet
Beskæftigelsesminister: Ane Halsboe-Jørgensen (S)
Direktør: Jens Erik Zebis
Vicedirektører: Christine Schmitz, Morten Fønsskov Greising.
I 2018 havde styrelsen 428,5 årsværk og en bevilling på 367 mio. kr. jf. Finanslov 2018 422,9 mio. kr. (2024-priser) Det tal var i 2024 cirka 375 årsværk med et budget på knap 315 millioner kroner (2024-priser)